# Contraffazione di marchi e brevetti
La contraffazione, alterazione o uso di segni distintivi di opere dell'ingegno o di prodotti industriali (brevemente contraffazione di marchi e brevetti) è un delitto previsto dall'art. 473 del codice penale italiano.
L'art. 473 recita: "Chiunque contraffà o altera i marchi o segni distintivi, nazionali o esteri, delle opere dell'ingegno o dei prodotti industriali, ovvero, senza essere concorso nella contraffazione o alterazione, fa uso di tali marchi o segni contraffatti o alterati, è punito con la reclusione fino a tre anni e con la multa fino a lire quattro milioni.
Alla stessa pena soggiace chi contraffà o altera brevetti, disegni o modelli industriali, nazionali o esteri, ovvero, senza essere concorso nella contraffazione o alterazione, fa uso di tali brevetti, disegni o modelli contraffatti o alterati."
Le disposizioni precedenti si applicano sempre che siano state osservate le norme delle leggi interne o delle convenzioni internazionali sulla tutela della proprietà intellettuale o industriale.

## Contraffazione e pirateria
Nel variegato fenomeno dell'abusivismo commerciale, inteso come commercializzazione di beni in mancanza della autorizzazione prescritta o di beni non previsti in quella concessa, iniziano ad assumere particolare rilevanza la contraffazione e la pirateria.
Anche se l'uso di questi due termini non è sempre univoco si intende per "contraffazione", la riproduzione di un bene in maniera talmente fedele da ingannare, salvo attenta perizia, anche un esperto o un commerciante.
Mentre la "pirateria"  consiste nella riproduzione di un bene in maniera sufficientemente grossolana, tanto che l'utente non può essere ingannato e quindi è perfettamente consapevole di trattare, commercializzare o acquistare un bene in violazione della privativa industriale o sul diritto d'autore.
La contraffazione e la pirateria sono oggi un fenomeno di portata internazionale, avente gravi ripercussioni in ambito economico e sociale, sul corretto funzionamento del mercato interno e anche dal punto di vista della tutela dei consumatori.

## Merci contraffatte e merci usurpative
Il Regolamento CE n. 1383 del Consiglio del 22 luglio 2003 fornisce le seguenti definizioni:
- per merci contraffatte si intendono:
  - le merci, compreso il loro imballaggio, su cui sia stato apposto, senza autorizzazione, un marchio di fabbrica o di commercio identico a quello validamente registrato per gli stessi tipi di merci, o che non possa essere distinto nei suoi aspetti essenziali da tale marchio di fabbrica o di commercio e che pertanto violi i diritti del titolare del marchio in questione;
  - qualsiasi segno distintivo (compresi logo, etichetta, opuscolo, ecc.), anche presentato separatamente;
  - gli imballaggi recanti marchi di merce contraffatta presentati separatamente;
- per merci usurpative le merci che costituiscono o che contengono copie fabbricate senza il consenso del titolare del diritto d'autore o dei diritti connessi o del titolare dei diritti relativi al disegno o modello, registrato o meno, a norma del diritto nazionale, ovvero di una persona da questi autorizzata nel paese di produzione.

## Falso legale
Si può verificare una contraffazione o falso legale qualora l'azienda titolare del marchio originale sia stata preceduta da una ditta terza nella registrazione, produzione e vendita dello stesso in altri paesi con un marchio molto simile, associato alla produzione di merce del tutto paragonabile con quella dell'azienda originaria, ingannando il compratore che crede di comprare un bene prodotto della ditta/azienda originaria.

## Dati in Europa

### Italia
L'Italia, dopo gli Stati Uniti, è il paese che ha il più alto tasso di contraffazione al mondo. La Commissione parlamentare d'inchiesta sul fenomeno della contraffazione ha sancito che il ruolo delle due mafie emerge chiaramente: «Camorra, Ndrangheta e, purtroppo, anche casi riconducibili al terrorismo internazionale emergono da numerose indagini svolte a livello nazionale ed internazionale, firme di criminalità che controllano ed impongono mercati e scelgono di investire sulla contraffazione perché più remunerativa e meno rischiosa penalmente di altri comparti. Sappiamo che il fenomeno contraffazione si prevede in ulteriore crescita nei prossimi anni, e ciò ci impone di alzare la guardia sia sul terreno delle azioni di contrasto che delle pene».
Una ricerca del ministero dello Sviluppo economico e del Censis, afferma che senza contraffazione in Italia ci sarebbero 110.000 posti di lavoro in più e 1,7 miliardi di entrate per il fisco. Se i prodotti falsi fossero venduti sul mercato legale, prosegue lo studio, la produzione salirebbe di 13,7 miliardi di Euro e le imposte (indotto incluso) di 4,6 miliardi Euro.
Il mercato italiano del falso è stimato in circa 6,9 miliardi (dati al 2010), un dato purtroppo stabile rispetto alle stime di un anno prima sempre del Censis (7,1 miliardi), anche se allora si calcolava in 130.000 unità in più il dato occupazionale conseguente alla sconfitta della contraffazione. Secondo il Censis "non esiste prodotto che non possa essere imitato e venduto", come gioielli, calzature, dal design ai giocattoli ai medicinali.
Il fenomeno non riguarda solo l'imitazione di marchi, ma anche di modelli registrati, per esempio nella pelletteria e nell'arredo, la falsificazione dell'indicazione made in Italy e il cosiddetto Italian sounding nell'alimentare, ossia la commercializzazione di prodotti che in tutto e per tutto "suonano" come italiani anche se poi non lo sono, e l'importazione parallela sottocosto di prodotti destinati ad altri mercati, soprattutto nella cosmesi, in cui la contraffazione è aumentata almeno 15 volte in 10 anni, e poi l'abbigliamento e gli accessori con un giro d'affari del falso di 2,5 miliardi, i cd, dvd e software con 1,8 miliardi e l'alimentare con 1,1 miliardi. Secondo il Censis, la colpa non è solo nei falsari; la colpa, infatti, è anche di quei consumatori che sono "indifferenti al fatto di compiere un atto illecito e convinti di fare un affare".